# Pierre François Joseph Durutte
Pierre François Joseph Durutte (Douai, 13 luglio 1767 – Ypres, 18 aprile 1827) è stato un generale francese.
Si arruolò nell'esercito francese all'inizio delle guerre rivoluzionarie francesi. Rapidamente promosso per aver mostrato coraggio sotto al fuoco della Jemappes del 1792 e della battaglia di Hondschoote del 1793, fu nominato ufficiale. Si distinse durante l'invasione anglo-russa dell'Olanda del 1799, e ricevette la promozione a generale. Durante la vittoriosa campagna del 1800 combatté nell'esercito di Jean Victor Marie Moreau. Nuovamente promosso nel 1803, la sua carriera subì un arresto a causa del legame con il bandito Moreau, ed al suo rifiuto di considerare Napoleone Bonaparte come imperatore.
Dopo molti anni ad operare in una guarnigione, Durutte fu mandato a combattere in Italia nel 1809. Durante la guerra della quinta coalizione guidò la propria divisione nelle battaglie del Piave, di Tarvisio, a Sankt Michael, a Raab ed a Wagram. Guidò una divisione in Russia nel 1812, e la riportò intatta in Germania occidentale. Nel 1813 combatté la guerra della sesta coalizione, difese Metz nel 1814 e guidò una divisione a Waterloo nel 1815. Quello di Durutte è uno dei nomi incisi sotto l'Arco di Trionfo di Parigi.

## Rivoluzione
Nato in una famiglia benestante di mercanti il 13 luglio 1767 a Douai, godette di un'ottima educazione. Si arruolò nel 1792 nel 3º battaglione di volontari del Nord, dopo lo scoppio della rivoluzione francese. Combatté nella battaglia di Jemappes del 6 novembre 1792, e fu nominato tenente. Grazie al coraggio dimostrato nell'assalto alla fortezza olandese di Klundert dell'1-4 marzo 1793, Durutte divenne capitano. Gli fu offerto il grado di aiutante generale, ma esitò ad accettarlo dato che non credeva di meritarselo. Durante la battaglia di Hondschoote del 6-8 settembre 1793, fu il capo di stato maggiore di una delle divisioni. In seguito fu capo di stato maggiore dello staff di Jean Le Michaud d'Arçon.
In 1795 divenne capo di stato maggiore di Jean Victor Marie Moreau, il quale comandava l'esercito del Nord. In seguito servì Joseph Souham nei Paesi Bassi. Il 19 settembre 1799 guidò l'avanguardia della divisione di Herman Willem Daendels nella battaglia di Bergen. Per i meriti mostrati sul campo, il 26 settembre 1799 fu nominato generale di brigata. Combatté anche nella vittoria di Guillaume Marie-Anne Brune nella battaglia di Castricum del 6 ottobre. Di nuovo unito a Moreau, partecipò alla battaglia di Meßkirch del 5 maggio 1800 ed alla battaglia di Biberach di quattro giorni dopo. Il 3 dicembre, nella battaglia di Hohenlinden, guidò una brigata della divisione di Charles Mathieu Isidore Decaen. Guidate da Durutte, le truppe di Decaen giunsero sul campo nella tarda mattinata. Entrarono subito nella battaglia, e fecero retrocedere la colonna sinistra di Johann Sigismund Riesch. Dopo la firma della pace, assunse il comando del dipartimento del Lys.

## Inizio dell'impero
Il 27 agosto 1803 Durutte ricevette la promozione a generale di divisione nonostante l'odio di Napoleone Bonaparte per gli ufficiali dell'esercito di Moreau. Divenne membro della Légion d'Onore l'11 dicembre 1803, e comandante della Legione il 9 giugno 1804. Le sue vecchie relazioni con Moreau, esiliato dalla Francia, gli causarono dei problemi. Quando gli fu chiesto di firmare un documento in cui avrebbe riconosciuto l'insediamento di Napoleone come imperatore di Francia, Durutte rimase fedele al proprio credo repubblicano e si rifiutò di firmare. Quando i suoi ufficiali si offrirono di seguirlo nel rifiuto,li dissuase per non rovinare le loro carriere. Dopo l'incidente nessuno voleva avere a che fare con lui, tranne il maresciallo Louis Nicolas Davout, il quale gli affidò il comando dell'isola d'Elba. Rimase in questo posto isolato per tre anni.
Le sue fortune migliorarono nel 1809, quando gli fu assegnato il comando di una divisione di combattimento in Italia sotto a Eugenio di Beauharnais. Le sue truppe comprendevano il 3º e 4º battaglione del 22º reggimento di fanteria leggera, 4 battaglioni del 23º reggimento e 4 del 62°, oltre ad una compagnia di artiglieria di fanteria composta da quattro cannoni da 6 libbre e due obici da 6 pollici. Saltò la battaglia di Sacile di metà aprile. Dopo la battaglia di Caldiero della fine di aprile, Eugenio lanciò l'inseguimento dell'esercito in rotta dell'arciduca Giovanni d'Asburgo-Lorena. Mentre il resto delle sue truppe inseguivano Giovanni, Eugenio mandò Durutte a sud per togliere l'assedio a Venezia prima di riunirsi all'esercito principale sul Piave.

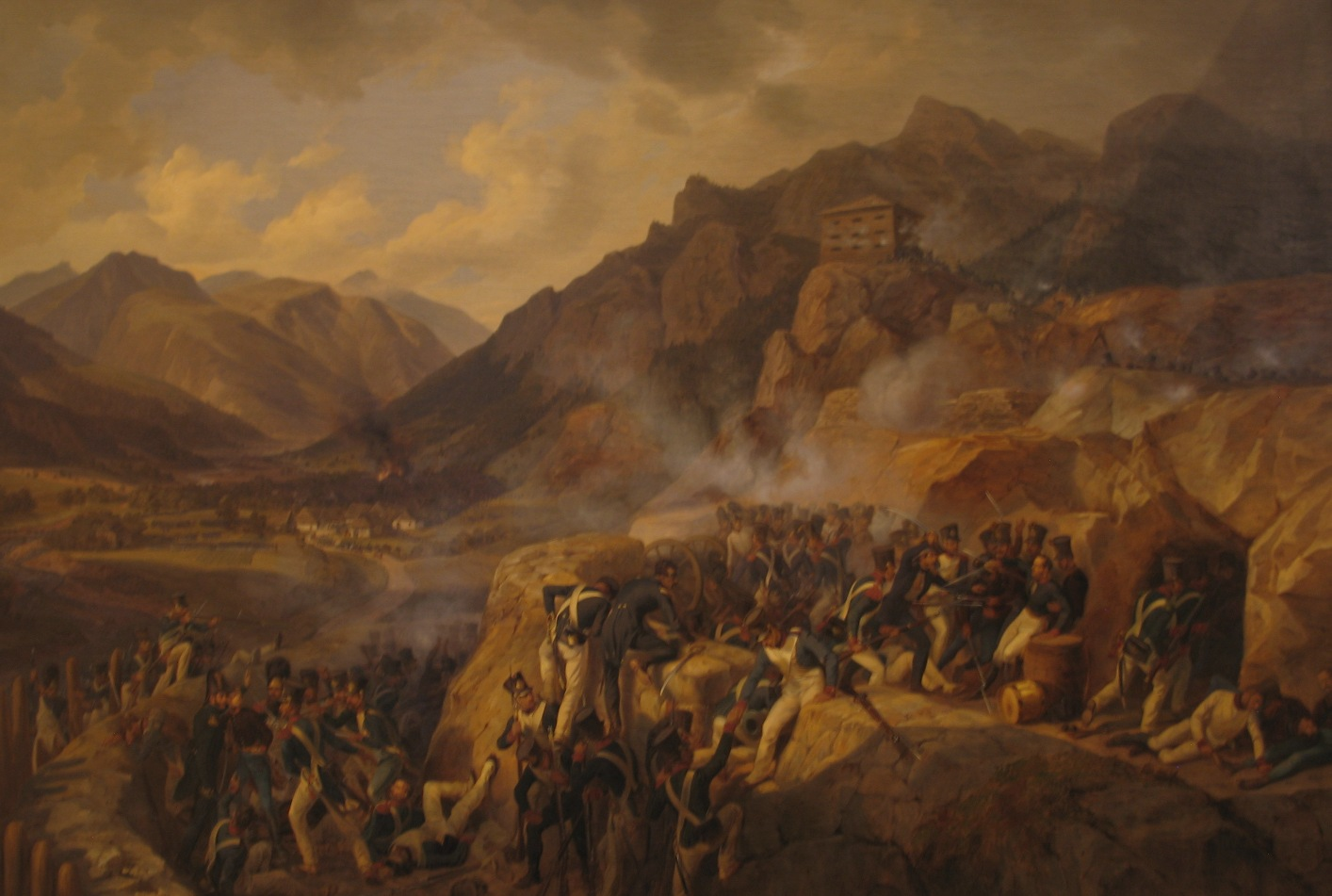
Le divisioni di Durutte e Pacthod attaccano il forte di Malborghetto, opera di Albrecht Adam

L'8 maggio 1809 la divisione di Durutte fu presente alla battaglia del Piave, tra gli uomini di Paul Grenier. Invece di quattro battaglioni del 62º reggimento di fanteria leggera, l'ordine di battaglia della sua divisione comprendeva due battaglioni del 60° e due del 62°. Nel corso della battaglia il livello del fiume crebbe drammaticamente, e solo metà della sua divisione riuscì a raggiungere lo scontro, nel quale combatterono al centro sotto al comando di Jacques MacDonald. Il 17 maggio Durutte guidò la propria divisione nella battaglia di Tarvisio. Quel mattino le sue truppe attaccarono la fortezza di Malborghetto da ovest, mentre la divisione di Michel Marie Pacthod attaccò da est. Entrambe le divisioni erano guidate da Grenier. Dopo una breve ma eroica resistenza, i difensori furono sopraffatti. La sera dello stesso giorno i soldati di Durutte si spostarono ad est verso Tarvisio, in modo da affrontare le truppe di Albert Gyulai. Mentre Eugenio inviò gli italiani di Achille Fontanelli ad aggirare il fianco austriaco, le due divisioni di Grenier portarono un attacco frontale. Gli uomini di Gyulai fuggirono dopo aver subito pesanti perdite.
Il 25 maggio Durutte combatté la battaglia di Sankt Michael. Quando i ricognitori francesi scoprirono i movimenti della divisione austriaca di Franjo Jelačić, Eugenio ordinò a Grenier di intercettarli con le truppe a disposizione. La prima divisione di Grenier guidata da Jean Mathieu Seras giunse a Sankt Michael attorno alle 10:00 del mattino ed attaccò, bloccando Jelačić nella sua posizione. Quando Durutte giunse in seguito ad una marcia forzata, mise la brigata di François Valentin in seconda linea, quella di Joseph Marie, conte Dessaix in riserva, e due battaglioni del 62° sulla riva meridionale del fiume Mura per accerchiare il fianco sinistro di Jelačić. Alle due brigate di Seras fu ordinato di attaccare il fianco destro ed il centro austriaco. Davanti a questo attacco concentrico, Jelačić collassò subendo gravi perdite.

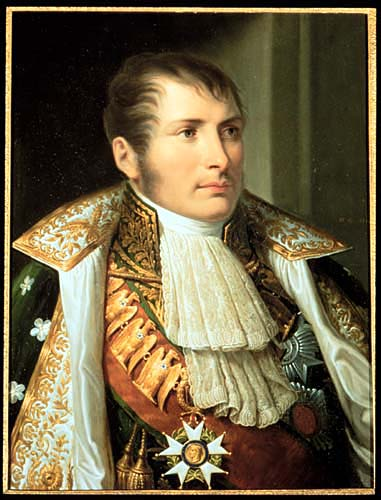
Eugenio di Beauharnais

Il 14 giugno 1809 Durutte guidò la propria divisione nella battaglia di Raab. La 1ª brigata era composta da un battaglione del 22º reggimento, quattro del 23° e tre del 60°. La seconda brigata aveva tre battaglioni del 62° e del 103°. Furono aggregati anche quattro squadroni del 6° chasseurs à cheval e sei cannoni da 6 libbre. L'arciduca Giovanni schierò il proprio esercito dietro un fiume, con una roccaforte al centro presso la fattoria Kis-Megyer. Eugenio mandò avanti due divisioni di fanteria, con Seras a destra e Durutte a sinistra. Disposte su due linee di colonne di battaglioni, le divisioni avanzarono scaglionate, con davanti Seras. Inizialmente il terreno sconnesso causò problemi, e la divisione di Durutte colpì per prima la linea austriaca. Infine Seras entrò in azione dimostrandosi però incapace nel conquistare Kis-Megyar. Eugenio mise la divisione di Philippe Eustache Louis Severoli alla sinistra di Durutte per continuare l'assalto. In quel momento un contrattacco austriaco ruppe la divisione di Durutte e la prima linea di Severoli. Eugenio reagì richiamando gli uomini di Durutte ed inviando la divisione di Pacthod come rinforzo. La cavalleria di Emmanuel de Grouchy aveva sfondato il fianco sinistro di Giovanni, facendo cadere Kis-Megyar ed obbligando lo stesso Giovanni ad ordinare una ritirata.
Il primo giorno della battaglia di Wagram, 5 luglio 1809, la divisione di Durutte partecipò al fallimentare attacco serale alla linea di Russbach, venendo respinta con il resto dell'esercito di Eugenio. Il secondo giorno MacDonald attaccò il centro austriaco con tre divisioni. Quando questo assalto stallò, Napoleone ordinò ad Eugenio di mandare avanti le proprie ultime due divisioni. Pacthod fu messo a destra di MacDonald, e Durutte alla sua sinistra, dove si trovò di fronte gli austriaci del III armeekorps corpo di Johann Kollowrat. Gli uomini di Durutte sconfissero il nemico e conquistarono il villaggio di Breitenlee. Per quanto fatto a Wagram, fu premiato con l'Ordine della Corona ferrea il 17 luglio 1809. Il 15 agosto 1809 fu nominato barone dell'impero.

## Tardo impero

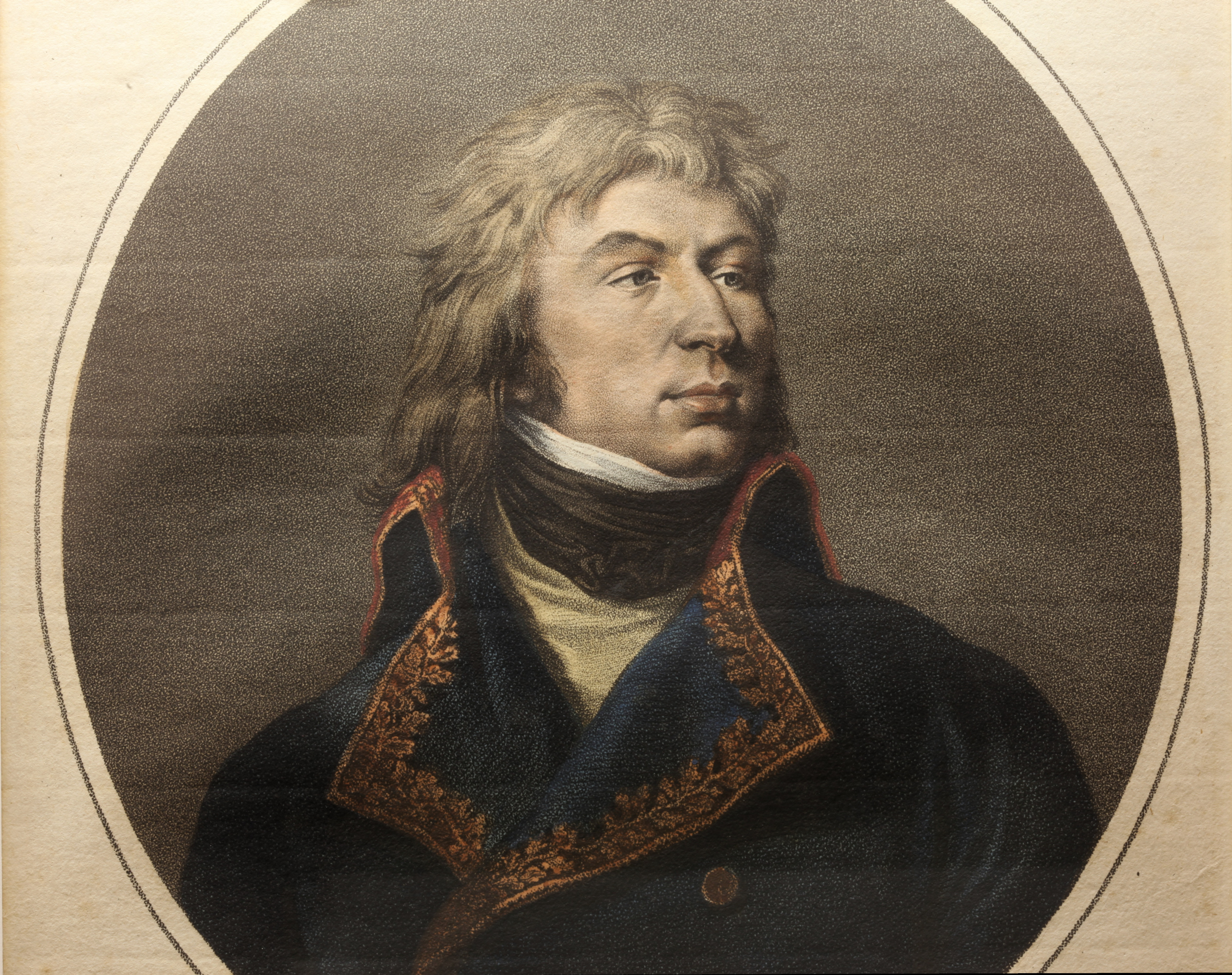
Jean Louis Reynier

Dopo essere stato governatore di Amsterdam, nel novembre 1812 Durutte assunse il comando della 32ª divisione di fanteria dell'XI corpo del maresciallo Pierre Augereau. Distaccato al VII corpo di Jean Reynier, le sue truppe combatterono contro i russi di Fabian Gottlieb von Osten-Sacken nella battaglia di Wolkowysk del 14-16 novembre. Nel corso dello scontro la sua divisione respinse ripetuti attacchi nemici sul ponte di Wolkowysk. Dopo aver saputo della distruzione della Grande Armata, Durutte si ritirò a Kalisz nel ducato di Varsavia, dove respinse una colonna russa lanciata al loro inseguimento. In seguito giunse a Głogów nel regno di Prussia, e da qui a Jena dove il 1º aprile 1813 si riunì ai 3000 veterani di Eugenio.

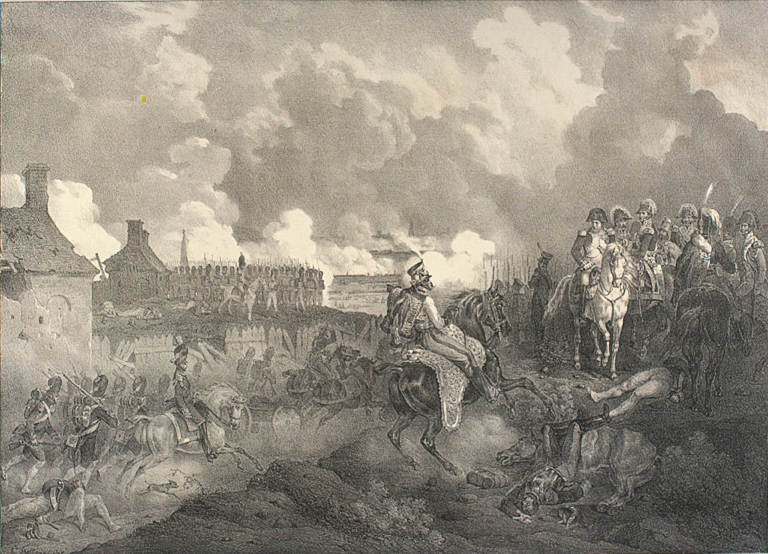
Battaglia di Bautzen, 20–21 maggio 1813

Ancora nel VII corpo di Reynier, Durutte guidò la 3ª divisione nella battaglia di Bautzen del 20 e 21 maggio 1813. Combatté la battaglia di Großbeeren del 23 agosto. In quest'occasione la sua divisione era composta dal 3º e 4º battaglione del 131º, 132º e 133º reggimento, dal 1º battaglione del 35°, dal 4º battaglione del 36º e dal 2º e 3º battaglione del reggimento di Würzburg. Il 6 settembre partecipò alla battaglia di Dennewitz. In quella battaglia la brigata di Marie Jean Baptiste Urbain Devaux comprendeva il 35º, il 131º ed il 132º reggimento. Quella di Antoine Anatole Gedeon Jarry il 36°, il 133° ed il reggimento di Würzburg. Combatté la battaglia di Lipsia del 16-19 ottobre. L'organizzazione della 32ª divisione era simile a quella delle altre battaglie, tranne per il fatto che ogni reggimento aveva un solo battaglione.
Nel corso della ritirata verso la Francia, Durutte guidò le proprie truppe in uno scontro a Freyburg il 21 ottobre. il 30 e 31 ottobre combatté la battaglia di Hanau sotto al maresciallo Auguste Marmont. Nel 1814 gli fu assegnato il comando della fortezza di Metz, che resistette ad un assedio fino alla fine della guerra. Ad u certo punto a Napoleone giunse la notizia della caduta di Metz. Chiese ad un aiutante di campo chi comandasse la guarnigione, e quando gli fu fato il nome di Durutte rispose: "Non ho mai fatto niente di buono per quest'uomo. Metz è sempre nostra". (Napoleone era convinto che i generali per i quali aveva fatto favoritismi fossero più incapaci, mentre quelli che avevano raggiunto il grado da soli erano quelli su cui si poteva contare). Dopo il ritorno di re Luigi XVIII, Durutte riconobbe la nuova sovranità e gli fu concesso il comando della 3ª divisione, oltre a ricevere il 27 giugno il titolo di cavaliere dell'Ordine di San Luigi. Il 23 agosto fu nominato Grand Ufficiale della Légion d'Onore e ricevette una spada d'oro dal sindaco di Metz.

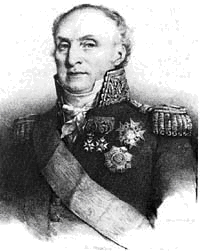
Jean Baptiste Drouet d'Erlon

Durante i cento giorni Durutte si unì a Napoleone. Gli fu assegnato il comando della 4ª divisione del I corpo di Jean-Baptiste Drouet d'Erlon. Sotto al suo comando c'erano otto battaglioni dell'8º, 29º, 85º e 95º reggimento. L'8° ed il 29° erano comandati da Jean-Gaudens-Claude Pégot, mentre 85° ed 95° erano guidati da Jean-Louis Brue. Il 16 giugno 1815 il suo comandante d'Erlon ricevette ordini contrastanti dal proprio comandante maresciallo Michel Ney e da uno degli aiutanti di campo di Napoleone, Charles de la Bédoyère. Dopo aver eseguito l'ordine di de la Bédoyère di marciare a Ligny, ricevette da Ney l'ordine di tornare. Essendo arrivato nei pressi del luogo in cui stava infuriando la battaglia di Ligny, d'Erlon decise di distaccare la divisione di Durutte e la cavalleria di Charles Claude Jacquinot. Quando d'Erlon se ne andò per riunirsi all'ala di Ney, l'unico ordine per Durutte fu di "essere prudente". Jacquinot aveva sconfitto la cavalleria prussiana, ma Durutte si fermò al villaggio di Wagnelée anche se era chiaro che i Prussiani erano in ritirata. Il generale di brigata Brue, frustrato dall'inattività del proprio superiore, ordinò l'avanzata della divisione. Durutte, scavalcato nelle sue responsabilità, rifiutò di muoversi e perse una grande opportunità, una delle più gravi mancanze francesi della giornata. Inoltre d'Erlon giunse troppo tardi per poter aiutare Ney nella battaglia di Quatre-Bras.
Nella battaglia di Waterloo del 18 giugno 1815, la 4ª divisione fu schierata sull'estrema destra dell'esercito. Di fronte a Durutte si trovavano i 3400 uomini della fanteria di Nassau guidata dal Bernardo di Saxe-Weimar-Eisenach. Queste truppe occupavano, dalla destra alla sinistra di Durutte, il castello Frischermont, il borgo di Smohain, la fattoria La Haye e la fattoria Papelotte. Durutte inviò la 2ª brigata ad attaccare queste posizioni, sostenuta da tre batterie di artiglieria a cavallo, due del IV corpo di Édouard Jean-Baptiste Milhaud e una della divisione di Jacquinot. Nel frattempo i 2100 uomini della sua 1ª brigata avanzarono in colonne di divisione per battaglione. Questo significa che i quattro battaglioni della brigata erano disposti in tre linee, formando un gruppo largo 190 metri e profondi 12 ranghi. La 1ª brigata era unita alla 3ª divisione di Pierre-Louis Binet de Marcognet sul fianco sinistro di Durutte.

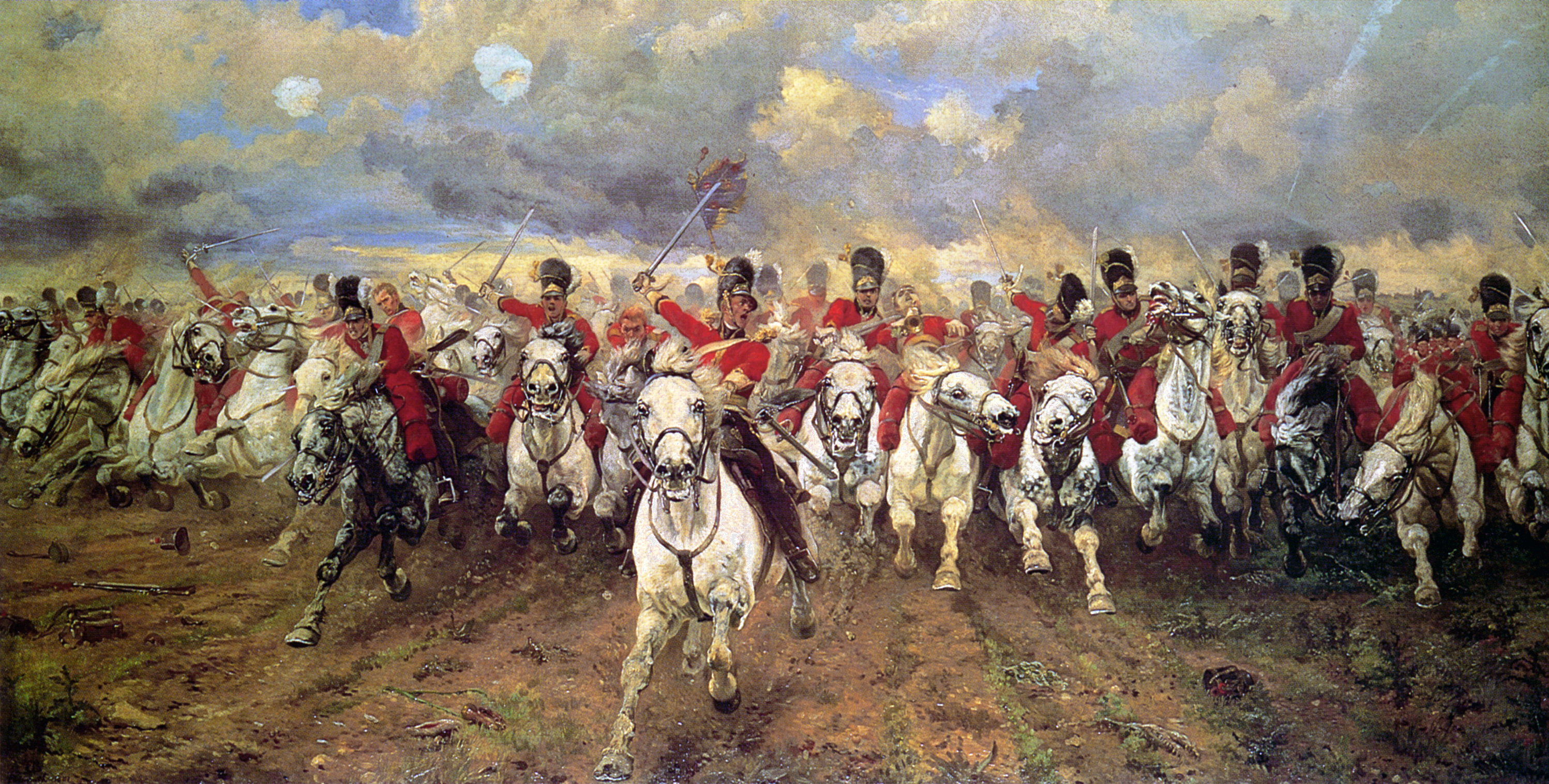
Scotland Forever di Lady Elizabeth Butler. Gli Scots Greys spazzarono via una divisione francese ma furono respinti dalla 1ª brigata di Durutte

Come la divisione di Marcognet risalì il pendio, la 2° Scots Greys di dragoni si lanciò contro di loro respingendoli. Apparendo all'estremità della sconfitta divisione di Marcognet, i Greys videro la 1ª brigata di Durutte e vi si avventarono al galoppo. I ranghi francesi si compattarono, ed i fianchi si girarono verso l'esterno per prepararsi allo scontro con la cavalleria. Giungendo in ordine sparso, i Greys furono respinti e molti furono disarcionati. Poco dopo un nuovo squadrone del 1° dragoni reali attaccòla brigata sfondandone fianco sinistro, ormai profondo soli 12 ranghi. A quel punto la brigata collassò e le truppe fuggirono in ogni direzione. Molti di loro si arresero.
Nel frattempo Durutte controllava l'attacco dei 1700 uomini della propria 2ª brigata sull'estrema destra. Attorno alle 13:30 inviò truppe nella piccola vallata posta di fronte a Papelotte e La Haye, coperte da 18 pezzi d'artiglieria e dalla cavalleria di Jacquinot. L'iniziale prima linea indietreggiò davanti al fuoco nemico, e Durutte la rinforzò con battaglioni in ordine sparso. Mandò anche una batteria di cavalleria a prendere Smohain sotto il fuoco diretto del nemico. Due battaglioni conquistarono subito Papelotte e la vittoria sembrava a portata di mano. Fu in questo momento che Durutte tornò al ponte scoprendo che la 1ª brigata era stata sconfitta, e che il suo fianco sinistro era pieno di cavalleria britannica. Con la brigata di cavalleria belga-olandese di Charles Étienne de Ghigny che scendeva dalla collina verso di loro, ordinò alla 2ª brigata una ritirata frenetica coperta da uno dei reggimenti di Jacquinot. La brigata riuscì ad arretrare portandosi dietro ad un battaglione del VI corpo. Questi uomini respinsero la cavalleria leggera di de Ghigny con l'aiuto della vicina artiglieria.
Quando l'assalto prussiano contro il VI corpo prese il sopravvento, Georges Mouton ordinò a Durutte di conquistare l'area di Smohain. Il comandante della 4ª divisione assaltò Smohain con le 2ª brigata e l'artiglieria, mentre mandava due battaglioni e mezzo di quello che restava della 1ª brigata contro Papelotte. La fanteria francese conquistò la fattoria ed iniziò subito a fortificarla. Alla fine della giornata, la brigata di Karl Friedrich Franziskus von Steinmetz del I corpo prussiano di Hans Ernst Karl von Zieten giunse a Smohain con 2500 fanti freschi, seguiti da 3300 unità di cavalleria. Sconfissero i sopravvissuti della divisione di Durutte e penetrarono nella linea di Napoleone. Nella ritirata che seguì, Durutte fu inseguito dai cavalieri prussiani, ricevette un colpo di spada che quasi gli fece perdere la mano sinistra ed un secondo che gli provocò una grave ferita alla testa. Dopo Waterloo si ritirò in una proprietà che possedeva nei pressi di Ypres, nell'odierno Belgio. Vi morì il 18 aprile 1827 dopo una lunga malattia.